# Lasiosina brevisurstylata
Lasiosina brevisurstylata är en tvåvingeart som beskrevs av Dely-draskovits 1977. Lasiosina brevisurstylata ingår i släktet Lasiosina och familjen fritflugor. Inga underarter finns listade i Catalogue of Life.